# عاصفة فريدريك 2018

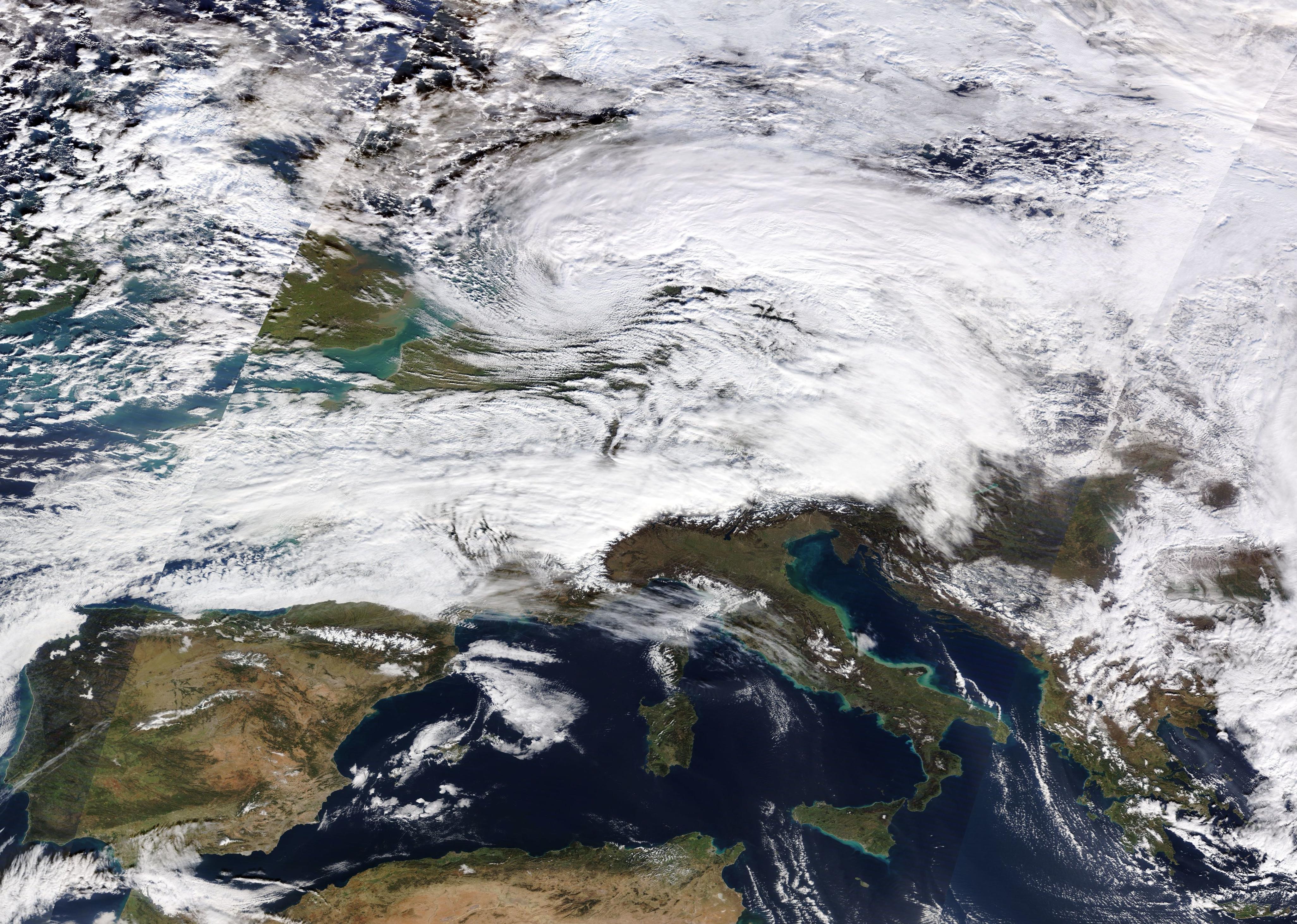
صورة من الاقمار الصناعية لعاصفة فريدريك

صورة من الارصاد الجوية للاتجاه وحركة العاصفة

العاصفة فريدريك (بالإنجليزية: Cyclone David/Friederike) عاصفة هوجاء ضربت اروبا الغربية في يوم 18 يناير 2018 وخلفت خسائر بشرية ومادية في كل من ايرلندا بريطانيا بلجيكا هولندا ألمانيا وبولونيا وشلت حركة القطارات بالكامل في غرب ألمانيا والطيران في هولندا.

## وصلات خارجية
- عاصفة قوية مدمرة تقتل 8 وتسبب خسائر فادحة في ألمانيا
- «فريدريكا» تجتاح أجزاء من ألمانيا وهولندا وتتسب في شل حركة المواصلات